# 617-й штурмовий авіаційний полк (СРСР)
617-й штурмовий авіаційний полк — авіаційна військова частина ВПС РСЧА штурмової авіації у Німецько-радянській війні.

## Найменування полку
У різні роки свого існування полк мав найменування:
- 617-й нічний бомбардувальний авіаційний полк[1];
- 617-й штурмовий авіаційний полк (05.09.1942)[1];
- 167-й гвардійський штурмовий авіаційний полк[1];
- 167-й гвардійський штурмовий авіаційний Старокостянтинівський полк[1];
- 167-й гвардійський штурмовий авіаційний Старокостянтинівський ордена Суворова полк[1] ;
- 167-й гвардійський винищувальний авіаційний Старокостянтинівський ордена Суворова полк[1];
- 167-й гвардійський винищувальний авіаційний Старокостянтинівський ордена Суворова полк ППО[1];
- Військова частина (Польова пошта) 15570[2] [1].

## Історія та бойовий шлях полку
Полк сформований 9 листопада 1941 як 617-й нічний бомбардувальний з урахуванням 1-го Чкаловського військового авіаційного училища льотчиків ім. К. Є. Ворошилова літаками Р-5. Після формування полк складом 20 екіпажів прибув на Калінінський фронт до складу ВПС Калінінського фронту 20 грудня 1941 і з 18 січня 1942 приступив до виконання бойових завдань командування зі знищення німецьких військ.
16 липня полк прибув у 5-й запасний авіаційний полк 1-ї запасний авіаційної бригади ВПС Приволзького військового округу в Кінель-Черкаси і з 19 липня приступив до теоретичної підготовки літаком Іл-2. Полк переформований на штурмову. З 28 липня приступив до практичної підготовки та польотів на Іл-2 на аеродромі Муханово. З 12 серпня полк продовжує навчання на аеродромі Кряж. Закінчивши перенавчання, полк 5 вересня 1942 прибув на фронтовий аеродром Ленінськ.
З 6 вересня 1942 року полк приступив до бойових дій у складі 206-ї штурмової авіадивізії 8-ї повітряної армії Сталінградського фронту. Штурмовими ударами дивізія затримувала просування мотомеханізованих колон супротивника в районах Новомихайлівський, Морозівський, Михайлівка у східному та південно-східному напрямах, сприяла наземним військам у відбитті атак мотомеханізованих частин, знищувала авіацію супротивника на аеродромах, переправи на р. Дон на ділянці Вертячий – Калач. Особливо напружену роботу дивізія вела у період із серпня по 20 вересня 1942 року у період виходу противника на рубіж нар. Дон у районі Вертячий — Калач та на рубежі нар. Аксай з півдня та при подальшому просуванні до Сталінграда. У першому бойовому вильоті полк втратив 2 екіпажі. 
До 13 вересня в результаті запеклих боїв під Сталінградом у полку залишилося 2 боєготові літаки. 27 вересня 1942 року полк прибув на укомплектування в 5-й запасний авіаційний полк 1-ї запасний авіаційної бригади ВПС Приволзького військового округу в Кінель-Черкаси .

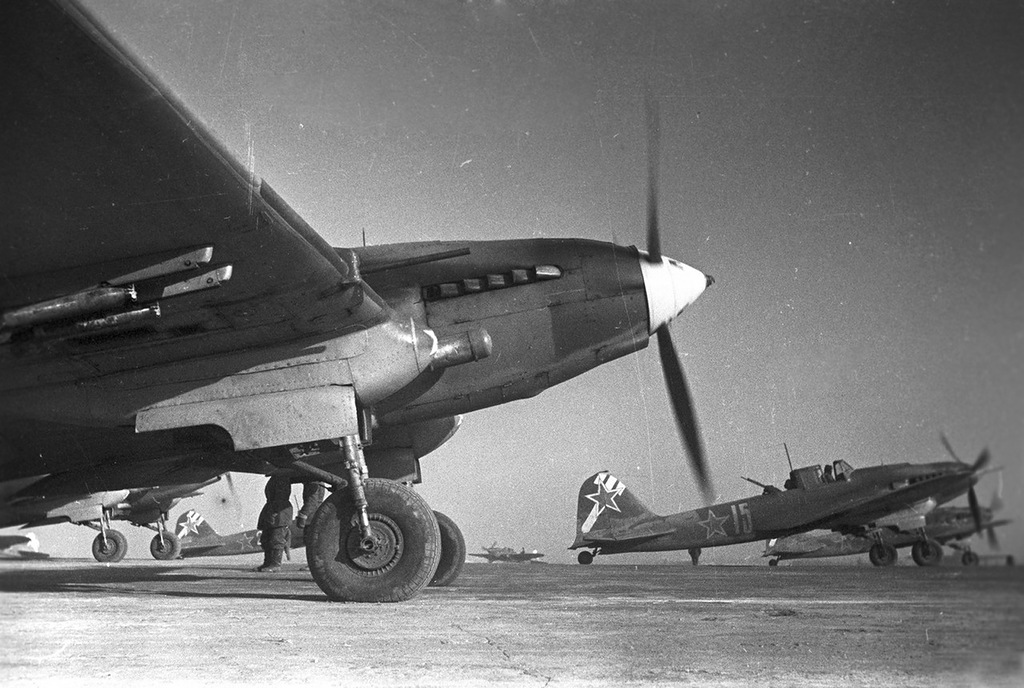
Конструктори називали розроблений ними штурмовик Іл-2 "літаючим танком", пілоти-винищувачі люфтваффе прозвали його "бетонним літаком" (нім. Betonflugzeug), солдати вермахту називали його "чумою" (нім. Schwarzer Tod, дослівно: "чорна смерть"). На фото Іл-2 готується до вильоту на бойове завдання під Сталінградом. Січень 1943

Після укомплектування полку особовим складом та технікою полк на початку березня 1943 року прибув до складу 291-ї штурмової авіаційної дивізії 16-ї повітряної армії Сталінградського фронту. Полк увійшов до складу дивізії у напружений період бойової роботи на харківському напрямку та з 16 березня вступив у бойові дії. 26 березня після напруженої бойової роботи полк разом з дивізією зменшується на переформування та доукомплектування матеріальною частиною та особовим складом у Старий Оскол . Перебуваючи на формуванні, полк доукомплектувався матеріальною частиною та особовим складом, перебазувався на аеродром Солнцево .
У квітні — червні 1943 року під час Курської битви полк вів бойові дії в районі Суджа — Вовчанськ, Харківський аеровузол (Харків — Рогань — Томарівка — Мікоянівка), Харківський залізничний вузол, Водолага — Мерефа; у районі Обоянь – Тросне – Зміїв – Лебедін, штурмував техніку на дорогах Харків – Білгород, а також на обоянському напрямку – у районах Зибіне, Козацьке, Черкаське, Томарівка та Бутове.
З 3 листопада 1943 року полк бере участь у битві за Київ, з 24 грудня 1943 року в Житомирсько-Бердичівській наступальній операції, в якій полк підтримував наступні війська у напрямку Бердичів — Новоград-Волинський та в районі Радомишля. З кінця січня розпочалася Корсунь-Шевченківська наступальна операція, де полк завдавав ударів на південь від Києва, а з 26 січня в районі Звенигородки по оточених і затиснутих у кільце десяти німецьких дивізій.
За відмінні бойові дії, виявлені відвагу за вітчизну, героїзм, стійкість, дисципліну та організованість на фронтах Вітчизняної війни проти німецьких загарбників наказом НКО СРСР № 018 від 05.02.1944 року 291-ю штурмову авіаційну дивізію Воронезько-Київську дивізію, а її полки у гвардійські. 617-й штурмовий авіаційний полк перетворено на 167-й гвардійський штурмовий авіаційний полк .
У складі діючої армії 617-й штурмовий авіаційний полк знаходився з 5 по 13 вересня 1942 і з 16 березня 1943 по 5 лютого 1944 .

## Командири полку
- майор Гопанюк (Гапанюк) Григорій Іванович [3], 09.11.1941 - 27.09.1942
- майор, підполковник, гвардії підполковник Ломовцев Дмитро Леонтійович, вибув на посаду заступника командира 10-го гв. шад [8], 05.1943 - 03.1944
- гварді майор, гвардії підполковник Василь Іван Іванович [9], 1944-1946

## Участь в операціях та битвах
- Сталінградська битва - з 5 по 13 вересня 1942 року.
- Операція «Зірка» – з 16 по 25 березня 1943 року.
- Курська битва - з 5 липня по 23 серпня 1943 року.
  - Бєлгородсько-Харківська операція – з 3 по 23 серпня 1943 року.
- Київська наступальна операція – з 3 листопада по 22 грудня 1943 року.

## Подяки Верховного Головнокомандувача
Воїнам полку у складі 291-ї штурмової авіаційної Воронезько-Київської дивізії Верховним Головнокомандувачем оголошено подяку:
- За відмінність у боях під час оволодіння столицею Радянської України містом Київ — найбільшим промисловим центром та найважливішим стратегічним вузлом оборони німців на правому березі Дніпра [10].

## Воїни, що відзначилися
- Алексухін Василь Тимофійович, старший лейтенант, командир ланки 617-го штурмового авіаційного полку за зразкове виконання бойових завдань командування на фронті боротьби з німецькими загарбниками та виявлені при цьому відвагу і геройство Указом Президії Верховної Ради СРСР від 4 лютого 1944 року присвоєно звання Героя Радянського Союзу (Посмертно).
- Алімкін Іван Миколайович, молодший лейтенант, заступник командира і штурман ескадрильї 617-го штурмового авіаційного полку за зразкове виконання бойових завдань командування на фронті боротьби з німецькими загарбниками та виявлені при цьому відвагу і геройство Указом Президії Верховної Ради СРСР від 13 квітня 1944 року присвоєно звання Героя Радянського Союзу. Медаль № 3385.
- Гарін Борис Іванович, капітан, командир ескадрильї 617-го штурмового авіаційного полку 291-ї штурмової авіаційної дивізії 2-ї повітряної армії Воронезького фронту, за зразкове виконання бойових завдань командування на фронті боротьби з німецькими загарбниками та проявлені при цьому відвагу і геройство Указом Президії Верховної Ради СРСР від 4 лютого 1944 року присвоєно звання Героя Радянського Союзу. Медаль № 2380.

## Здійснили вогняний таран
Екіпажі полку, що вчинили вогняний таран :
- заступник командира ескадрильї 617-го штурмового авіаційного полку старший лейтенант Алексухін Василь Тимофійович 15 грудня 1943 року. Удостоєний звання Герой Радянського Союзу посмертно 4 лютого 1944 року.
- старший льотчик 617-го штурмового авіаційного полку молодший лейтенант Кітов Федір Михайлович 7 липня 1943 року. Посмертно нагороджений орденом Вітчизняної війни II ступеня 11 серпня 1943 року.
- командир ескадрильї 617-го штурмового авіаційного полку старший лейтенант Прошкін Андрій Федорович 26 серпня 1943 року. Чи не нагороджувався.
- екіпаж у складі: командир ланки 617-го нічного бомбардувального авіаційного полку старший лейтенант Шинкоренко Павло Якович та стрілець-бомбардир 617-го нічного бомбардувального авіаційного полку лейтенант Стрижов Григорій Костянтинович 30 квітня 1942 року. Чи не нагороджувалися.

## Пам'ять
- У школі № 478 міста Москви в районі Текстильники створено Музей «Бойовий шлях 10-ї гвардійської штурмової авіаційної Воронезько-Київської Червонопрапорної дивізії та бойової слави».